# 馬特·泰勒
馬特·泰勒（英語：Matt Taylor；1972年9月16日—）是一位已經退役的蘇格蘭橄欖球運動員。他現在擔任蘇格蘭國家橄欖球隊的助理教練。